# David Simmonds
Pour les articles homonymes, voir Simmonds.
David Timothy Simmonds (né le 22 février 1976) est un homme politique conservateur britannique qui est député de Ruislip, Northwood et Pinner depuis 2019. Il est également conseiller au Hillingdon London Borough Council depuis 1998.

## Jeunesse et éducation
Simmonds est né en 1976, fils de Rory et Veronica Simmonds. Il fréquente la Cardinal Newman Comprehensive School à Pontypridd, avant d'aller à l'Université de Durham, où il obtient un BA (Hons). Simmonds obtient un certificat d'études supérieures au Birkbeck College, Université de Londres, et un certificat en planification financière du Chartered Institute of Insurers. Il travaille dans les services financiers, pour plusieurs grandes banques après s'être qualifié avec la CII en 1997.

## Carrière politique

### Gouvernement local
Simmonds est élu conseiller du Borough londonien de Hillingdon en 1998, gagnant son siège à Cowley (à l'époque, une partie de la circonscription d'Uxbridge) sur le Parti travailliste. Depuis 2002, il représente le quartier d'Ickenham.
Il est président de comité et membre du Cabinet, avec des responsabilités telles que la planification, le logement, les services sociaux, l'éducation et les services à l'enfance. Il dirige les travaux de l'Association des gouvernements locaux dans un certain nombre de domaines de premier plan, notamment les services aux enfants, l'éducation, l'immigration et le Brexit, en tant que chef du groupe conservateur et vice-président de l'organisation représentant les conseils. Simmonds est également président du conseil d'administration des enfants et des jeunes de 2011 à 2015.
Aux élections générales de 2005, il se présente à Erewash, dans le Derbyshire, arrivant en deuxième position après le député travailliste sortant. Il est alors président de l'Organisation nationale des employeurs pour les enseignants (NEOST) et de la Fédération européenne des employeurs de l'éducation (FEEE), membre actif du Comité des régions et chef de la délégation conservatrice britannique là-bas, et au Congrès du Conseil de l'Europe.
Il est particulièrement connu pour son travail sur les enfants réfugiés et dirige la mise en œuvre du programme de réinstallation des personnes vulnérables (VPRS) avec Theresa May, alors ministre de l'Intérieur pour réinstaller les réfugiés vulnérables dans des régions du Royaume-Uni, en se portant volontaire pour les accueillir.
Il est vice-président et ancien trésorier de l'Association des conseillers conservateurs, et administrateur non exécutif associé dans son NHS local et magistrat dans le nord-ouest de Londres. Il est chef adjoint du conseil de 2002 à 2020 et vice-président de la LGA de 2015 à 2020. Il démissionne de ses fonctions de chef adjoint du Conseil de Hillingdon et de vice-président de la LGA après son élection au Parlement.

### Au Parlement
Simmonds remporte le siège conservateur sûr de Ruislip, Northwood et Pinner aux élections générales de 2019, succédant au titulaire sortant, Nick Hurd. La circonscription comprend le quartier d'Ickenham qu'il représente en tant que conseiller de Hillingdon. Au Parlement, Simmonds est membre du Comité spécial de l'éducation et du Comité des finances.
Il reçoit un CBE dans la liste des honneurs d'anniversaire de 2015.

## Vie privée
Simmonds épouse une médecin du NHS, le Dr Suzanne Cordell en 2012; le couple a un fils et une fille,,.